# Basil van Rooyen
 Basil van Rooyen (Johannesburg, Sud-àfrica, 19 d'abril del 1939) va ser un pilot de curses automobilístiques sud-africà que va arribar a disputar curses de Fórmula 1.

## A la F1
Basil van Rooyen va debutar a la primera cursa de la temporada 1968 (la dinovena temporada de la història) del campionat del món de la Fórmula 1, disputant l'1 de gener del 1968 el GP de Sud-àfrica al circuit de Kyalami.
Va participar en dues curses puntuables pel campionat de la F1,, disputades en dues temporades consecutives (1967-1968), no aconseguint finalitzar cap cursa i no assolí cap punt pel campionat del món de pilots.

## Resultats a la Fórmula 1
| Any  | Equip       | Xassís  | Motor    | 1       | 2   | 3   | 4   | 5   | 6   | 7   | 8   | 9   | 10  | 11  | 12  | Posició | Punts |
| ---- | ----------- | ------- | -------- | ------- | --- | --- | --- | --- | --- | --- | --- | --- | --- | --- | --- | ------- | ----- |
| 1968 | John Love   | Cooper  | Climax   | SUD Ret | ESP | MON | HOL | BEL | FRA | GBR | ALE | ITA | CAN | USA | MEX | -       | 0     |
| 1969 | Team Lawson | McLaren | Cosworth | SUD Ret | ESP | MON | HOL | FRA | GBR | ALE | ITA | CAN | USA | MEX |     | -       | 0     |

### Resum
| Curses: | Victòries: | Pòdiums: | Poles: | Voltes ràpides: | Punts: |
| ------- | ---------- | -------- | ------ | --------------- | ------ |
| 2       | 0          | 0        | 0      | 0               | 0      |